# Саратовське вище військове командно-інженерне училище ракетних військ
Саратовське вище військове командно-інженерне Червонопрапорне ордена Червоної Зірки училище ракетних військ імені Героя Радянського Союзу генерал-майора О. І. Лізюкова (СВВКІУ РВ) — вищий військовий навчальний заклад (училище) Збройних сил РСФРР, СРСР та РФ, що розташовувалося в місті Саратові у 1918—2003 роках.

## Історія існування
3 липня 1918 року на підставі наказу Саратовського губернського комісаріату з військових справ № 90 і за згодою головного комісара Військово-навчального управління Всеросійського Головного Штабу від 02.07.1918 року в Саратові почалося формування військово-інструкторського училища.
7 серпня 1918 року наказом Саратовського губернського комісаріату з військових справ № 129 Саратовське військово-інструкторське училище перейменовано у Саратовські піхотно-кулеметні командні курси. 31 жовтня того ж року зі складу курсів були виділені 44 курсанти і командири на формування Саратовських артилерійських курсів, а 1 листопада на курсах відкрито телеграфно-телефонне відділення (у 1920 році реорганізоване в командні курси зв'язку, які переїхали у м. Владикавказ).
2 січня 1919 року відбувся перший випуск у кількості 38 осіб. У березні 1919 року артилерійське відділення курсів було розгорнуте в Саратовські командні курси.
З огляду на складну ситуацію на фронтах громадянської війни в Росії, Курси у повному складі протягом січня — березня 1919 року брали участь у придушенні заколоту Миколаївської дивізії на Уральському фронті, а у травні — липні того ж року курсантський батальйон курсів у складі 420 осіб брав участь у боях проти білокозаків на Південному фронті в районі станції Чертково. 12 липня 1919 року Постановою ВЦВК № 165 командні курси за бойові заслуги на Південному фронті нагороджені орденом Червоного Прапора.
29 червня 1920 року наказом РВР Республіки № 1227 Саратовські піхотні командні курси перейменовані у 34-ті Саратовські піхотно-кулеметні командні курси.
31 грудня 1920 року наказом РВРР № 2900 34-ті Саратовські піхотно-кулеметні командні курси переформовані у 20-ту Саратовську Червонопрапорну піхотну школу.
9 жовтня 1924 року наказом РВР СРСР № 1269 20-та Саратовська Червонопрапорна піхотна школа командирів РСЧА переформована в Саратовську Червонопрапорну піхотну школу перепідготовки командирів РСЧА.
1 жовтня 1927 року наказом РВР СРСР № 384/67 Саратовська Червонопрапорна піхотна школа перепідготовки командирів РСЧА перетворена на Саратовську Червонопрапорну школу перепідготовки командирів запасу РСЧА, що у 1929 році стала «об'єднаною школою».
15 квітня 1931 року на підставі директиви ГУ ВНЗ РСЧА від 27.01.1931 року Саратовська об'єднана Червонопрапорна школа перепідготовки командирів запасу переформована у Саратовську бронетанкову Червонопрапорну школу РСЧА.
16 березня 1937 року школа перетворена в Саратовське Червонопрапорне бронетанкове училище.
3 вересня 1938 року на підставі директиви Генштабу РСЧА на базі училища почалося формування 2-го Саратовського танкового училища. У зв'язку з цим, СЧБТУ отримало назву 1-ше Саратовське танкове училище.
З вересня 1940 року училище переведене на новий профіль навчання (штат № 17/939) і стало готувати лейтенантів на танки Т-26 (два батальйони), вогнеметні танки (один батальйон), техніків ПММ (один батальйон). Чисельність змінного складу училища сягнула 1600 курсантів.

### Німецько-радянська війна
На початку липня 1941 року на підставі розпорядження ГАБТУ училище перейшло на підготовку командирів-танкістів за скороченою програмою воєнного часу.
Протягом липня — грудня 1941 року при училищі пройшли підготовку і були спрямовані на фронт чотири збори політпрацівників (близько 3000 осіб). У грудні 1941 року училище відправило на фронт групу командирів, молодших командирів та рядових для формування нових частин.
У січні 1942 року училище на підставі директиви ГАБТУ перейшло на вивчення бронетанкової техніки, що постачалася за ленд-лізом.
15 червня 1943 року наказом Народного комісара оборони № 0333 від 6 травня 1943 року училище було переведене на профіль підготовки лейтенантів на танки Т-34.

## Начальники училища
- Блінов М. П. (1918)
- Климовський П. П.(1918—1919)
- Вакулич П. І. (1920—1923)
- Распопов (1923—1925)
- Смирнов І. К. (1925—1926)
- Спільніченко С. А. (1926—1933)
- Матвієвський М. Г. (1933—1936)
- Шипов М. К. (1936—1937)
- Пошкус О. А. (1937—1938, тво)
- Роганін Д. О. (1938—1942)
- Сафонов І. А. (1943—1945)
- Дергачов І. Ф. (1945—1946)
- Сергєєв І. І. (1946—1949)
- Вержбицький М. С. (1949—1953)
- Єфремов О. М. (1953—1961)
- Діброва І. П. (1961—1963)
- Семенов М. І. (1963—1966)
- Корф М. М. (1966—1973)
- Кобзар А. С. (1973—1985)
- Родіонов В. Б. (1985—1989)
- Усинін Ю. К. (1989—2000)
- Волков В. С. (2000—2003)